# Radiologia delle articolazioni e dei tessuti molli
La radiologia delle articolazioni e dei tessuti molli (radiologia tradizionale, ecografia, tomografia computerizzata, imaging a risonanza magnetica) è molto utile nello studio di numerose patologie a carico di queste strutture. Qui in seguito sono elencate le principali patologie a carico di questi distretti e le metodiche radiologiche più utilizzate per il loro studio.

## Patologia delle articolazioni

### Patologia degenerativa articolare

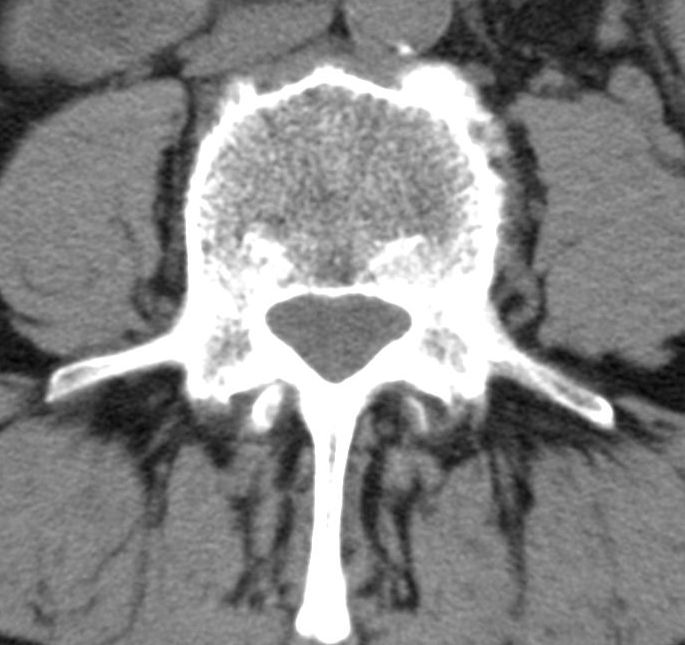
osteofiti in sede vertebrale

La patologia degenerativa articolare è molto comune nella popolazione e spesso è possibile osservare segni radiologici tipici anche in pazienti asintomatici (praticamente in tutti i soggetti studiati sopra i 50 anni è possibile osservare segni radiologici di artrosi); per tale ragione la valutazione della patologia degenerativa articolare non può prescindere dalla correlazione con la clinica e con l'età dei soggetti studiati (gli stessi reperti rinvenuti in età più giovane sono più probabilmente patologici).
La degenerazione articolare non procede mai in modo casuale durante la vita e alcune articolazioni sono più esposte al problema di altre. In generale un interessamento asimmetrico è più sospetto per essere patologico. In condizioni normali (in assenza di traumi o patologia della cartilagine), le articolazioni meno stabili sono quelle più soggette all'artrosi (es. ginocchio) così come quelle sottoposte a ripetuti stress meccanici (es. articolazione acromion-claveare).
L'alterazione degenerativa più precoce osservabile è la condropatia (a carico della cartilagine); poi col tempo il danno si estende alle altre strutture. La condropatia si manifesta prima nelle donne e nei soggetti di razza bianca, negli obesi e in chi svolge intensa attività fisica (lavoro pesante, sport). Questo danno non è evidenziabile con gli esami radiografici diretti, ma può essere visto mediante la RM, l'artrografia o l'artro-TC come una riduzione in spessore della cartilagine. Il danno osseo si incomincia a osservare solo dopo la sua esposizione nelle fasi più avanzate.
Le lesioni ossee rilevabili radiologicamente sono l'atrofia, la sclerosi, la formazione di geoidi e di osteofiti.
I geoidi si formano a causa dei ripetuti microtraumi a cui sono soggette le superfici ossee esposte in articolazione, che portano alla penetrazione di liquido sinoviale nel tessuto osseo stesso; appaiono come delle aree di osteolisi (di massimo 3 centimetri di diametro), a margini ben definiti, spesso circondati da un fine orletto sclerotico e con aspetto simile a quello di una ciste.
Gli osteofiti sono invece protuberanze ossee (costituite da osso corticale e spongioso) che si formano nelle zone di artrosi con meno carico, deformando la struttura stessa dell'articolazione; possono essere marginali, centrali o inserzionali (a seconda della sede di comparsa). Gli osteofiti marginali si sviluppano parallelamente alla direzione del carico e hanno verosimile funzione compensatoria (aumentano la superficie esposta al carico, diminuendo quindi la pressione a carico dell'osso malato). Gli osteofiti centrali rappresentano verosimilmente il tentativo da parte dell'organismo di "creare spessore" a livello dell'articolazione malata (non potendo però produrre cartilagine il tessuto malato reagisce apponendo nuovo osso). Gli osteofiti inserzionali invece si creano a livello delle inserzioni di capsule e legamenti. Gli osteofiti possono dare dolore e impotenza funzionale man mano che si ingrandiscono (e, specie quelli marginali, comprimono i tessuti molli circostanti).

### Generalità sulle artropatie infiammatorie
In queste patologie il danno alle articolazioni è sempre dovuto a un processo flogistico, che incomincia sempre a livello della capsula articolare ove si genera il cosiddetto panno sinoviale. Queste malattie sono di solito malattie sistemiche caratterizzate anche da un coinvolgimento dello scheletro nelle fasi più tardive.
Dato che il tessuto osseo non è il primo a essere colpito, nella diagnosi precoce sono più indicate le tecniche adatte allo studio dei tessuti molli (ecografia e RM), che consentono di evidenziare il danno a livello sinoviale. In questa fase la radiologia tradizionale può tuttavia evidenziare comunque versamento articolare, ispessimento dei tessuti molli e dislocazione dei cuscinetti adiposi periarticolari, pur non riuscendoci bene a livello di tutti i distretti (facilmente studiabili sono le articolazioni metacarpo-falangee, le interfalangee e il ginocchio, mentre è più complesso lo studio dell'anca).
Col progredire del processo morboso all'esame radiologico tradizionale è possibile evidenziare osteopenia a livello periarticolare, ove si inserisce la capsula articolare, secondaria alla flogosi (tipico reperto rinvenibile nei pazienti affetti da artrite reumatoide). Questa sede è la prima a essere colpita in quanto non è protetta dalla cartilagine articolare (area nuda). Differenti artropatie infiammatorie prediligono colpire determinate articolazioni piuttosto che altre; lo studio delle sedi affette è quindi importante per la diagnosi differenziale, così come correlare i dati con la clinica e valutare la simmetria delle suddette alterazioni.
La metodica di scelta per lo studio dei tessuti molli è la RM dopo somministrazione di mezzo di contrasto a base di gadolinio; tale metodica consente infatti di rilevare con elevata sensibilità le alterazioni flogistiche più precoci, oltre che monitorarle nel tempo (secondo recenti studi l'intensità del segnale RM a livello delle lesioni flogistiche attive correla con l'aggressività del processo flogistico localmente).

### Artrite reumatoide

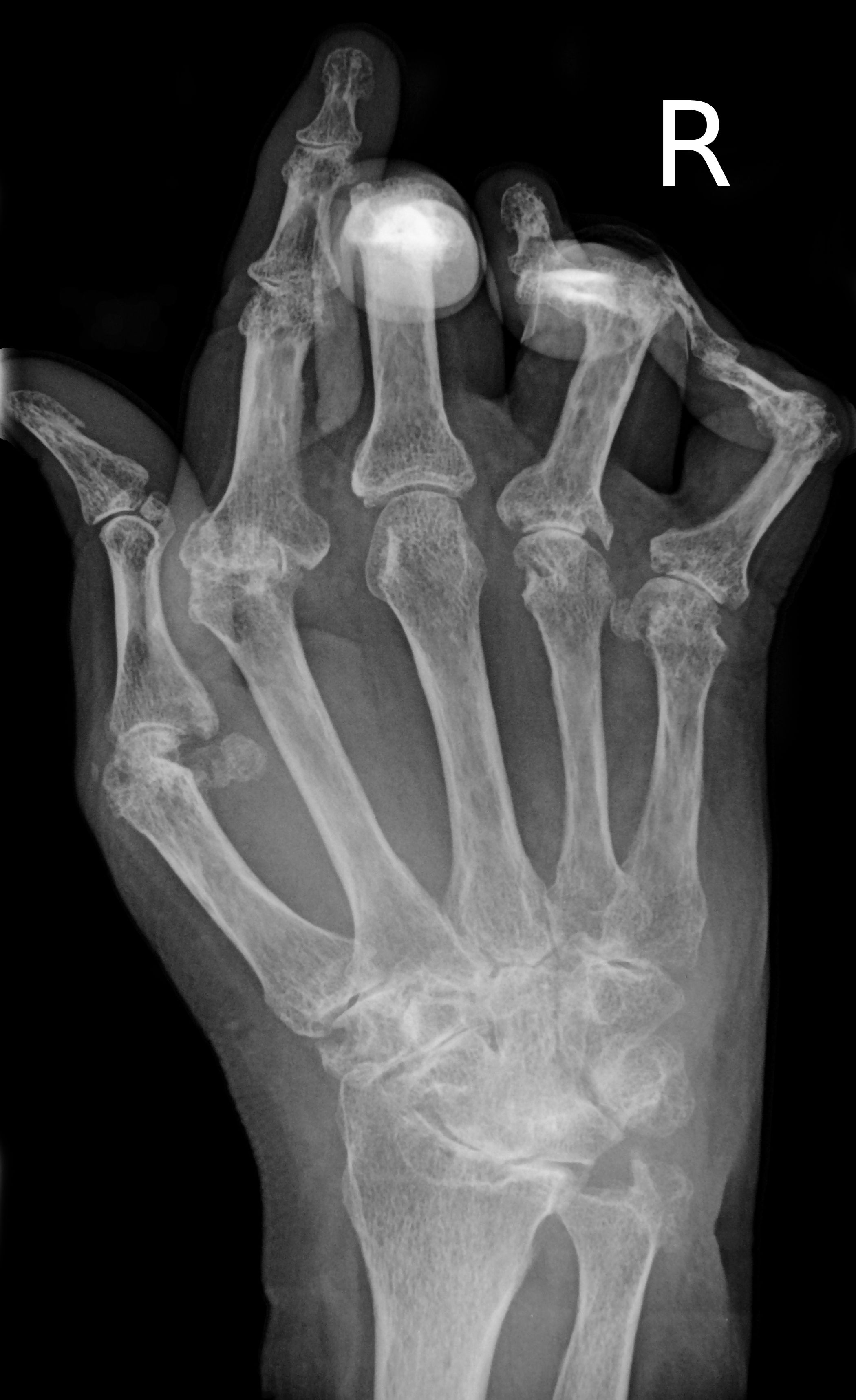
Radiografia di una mano affetta da artrite reumatoide

Questa malattia ha andamento cronico-recidivante e colpisce i soggetti adulti (prevalentemente donne). Il rinvenimento in circolo del fattore reumatoide può aiutare nella diagnosi, tuttavia questo autoanticorpo può essere rinvenuto anche in altre artropatie infiammatorie o non essere presente in quadri di malattia radiologicamente inequivocabili (artrite reumatoide sieronegativa).
All'esame radiologico standard il segno tipico di questa patologia è il restringimento precoce e simmetrico delle rime articolari, associato a edema, erosioni ossee e osteoporosi distrettuale che si fa sempre più diffusa col progredire della patologia. Di solito non si osservano né reazione osteosclerotica/riparativa né presenza di osteofiti. Qualunque articolazione può essere colpita, ma le più interessate dalla patologia sono il polso, le metacarpo-falangee e le interfalangee prossimali. Le interfalangee distali di solito sono risparmiate nella forma clinica che colpisce l'adulto (sono colpite nella forma giovanile, e mai da sole).
A livello delle mani alcuni aspetti tipici sono: la tumefazione fusiforme, la deformazione "a collo di cigno" (iperestensione delle articolazioni interfalangee prossimali, flessione delle interfalangee distali), la deformazione "a bouttonière" (flessione delle articolazioni interfalangee prossimali associata a iperestensione di quelle distali) e il pollice dell'autostoppista. In fase avanzata si osserva deviazione in direzione ulnare delle dita e in direzione radiale dell'articolazione fra radio e ossa del carpo, con progressione verso la lussazione e il conseguente accorciamento delle dita (dita "a telescopio"). Le anchilosi si osservano raramente e solo nelle forme giovanili o sieronegative. Nelle grosse articolazioni si ha restringimento delle rime articolari, che rispetto all'osteoartrosi appare indipendente dalla direzione del carico. In fase avanzata sono colpiti anche tendini e legamenti, con conseguente instabilità articolare a livello ad esempio della spalla e del polso.
La colonna cervicale (colpita nel 50% dei pazienti) va studiata sempre con molta attenzione, in quanto può essere colpito dalla malattia il legamento trasverso che unisce il dente dell'epistrofeo all'atlante, dando flessione dell'articolazione atlo-epistrofeica, ben visibile al radiogramma standard della colonna cervicale acquisito in proiezione laterale e in flessione. Anche lo stesso dente dell'epistrofeo può essere colpito.
Nelle forme giovanili si può osservare anche precoce fusione delle cartilagini di accrescimento e macrosomia epifisaria (tipicamente a livello dell'epifisi distale del femore).
Nel morbo di Still (una delle forme giovanili dell'artrite reumatoide) a livello osseo è possibile osservare anche reazioni periostali a livello delle falangi prossimali e dei metacarpi, oltre ad anchilosi del polso, delle articolazioni interfalangee e delle interapofisee in sede cervicale.

### Spondilite anchilosante

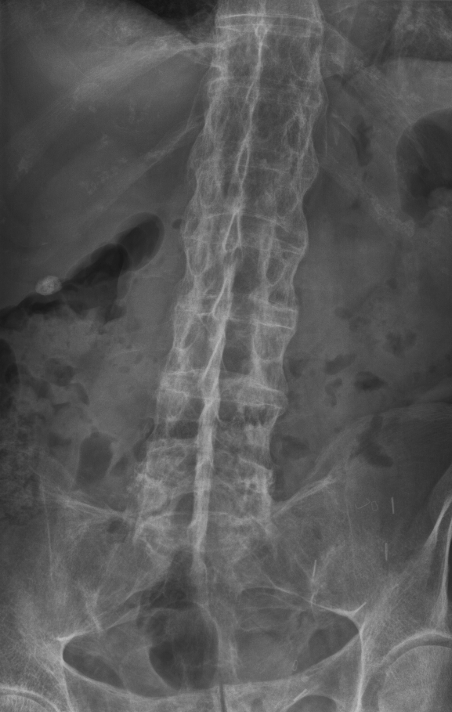
Aspetto "a canna di bamboo" della colonna vertebrale in un paziente affetto da spondilite anchilosante

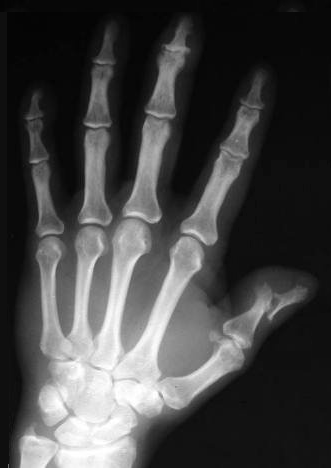
Radiografia anteroposteriore della mano sinistra di un soggetto con artrite psoriasica. Si noti il coinvolgimento infiammatorio-erosivo delle articolazioni del I dito e l'iniziale coinvolgimento dell'interfalangea distale del III dito.

Questa artropatia cronica e progressiva colpisce soprattutto i soggetti maschi in giovane età, prediligendo il rachide e le articolazioni sacro-iliache. Quasi sempre i soggetti affetti sono positivi per l'isoforma del gene HLA-B27 ed il fattore reumatoide è negativo.
All'esame radiografico diretto fin dalle fasi precoci di malattia è possibile osservare squadratura delle vertebre toraciche e lombari, associata alla presenza di sindesmofiti anteriori a ponte fra i corpi vertebrali ed alla fusione posteriore delle articolazioni interapofisarie (colonna "a canna di bambù"). A livello del calcagno è inoltre possibile osservare erosioni nelle sedi di inserzione dei tendini, mentre a livello delle piccole articolazioni si hanno alterazioni simili a quelle osservabili nell'artrite reumatoide.

### Sindrome di Reiter
È una malattia ad eziogenesi infettiva che colpisce soprattutto gli uomini. Nel 60% dei casi si ha positività per l'allele HLA B27. Vengono colpite in questa patologie soprattutto le articolazioni dell'arto inferiore e del piede. All'esame radiografico sono documentabili alterazioni a livello delle articolazioni metatarso-falangee ed aspetto "cotonoso" a livello del calcagno. Può essere colpita, in modo tipico, anche una sola delle due articolazioni sacro-iliache (a differenza della spondilite anchilosante che le colpisce sempre entrambe).

### Artrite psoriasica
La psoriasi colpisce anche le articolazioni nel 5-7% dei pazienti affetti. Nella maggior parte dei casi sono interessate dal processo morboso le articolazioni interfalangee prossimali e distali di mani e piedi, le coxo-femorali, le ginocchia , le caviglie ed il rachide. Radiologicamente si osservano erosioni ossee a livello delle sedi colpite e reazioni periostale, più evidente a livello delle falangi (La presenza di osteodistruzione accompagnata da reazione riparativa dà a livello delle articolazioni interfalangee il tipico aspetto radiografico "ad orecchie di topo"). Nelle fasi tardive in sede calcaneare è possibile osservare la presenza di osteofiti a larga base di impianto associati a reazione periostale ad aspetto cotonoso. La scintigrafia ossea mostra uptake del radiotracciante in zone differenti da quelle erose e una tipica distribuzione "verticale" (asimmetrica) delle lesioni.

### Gotta

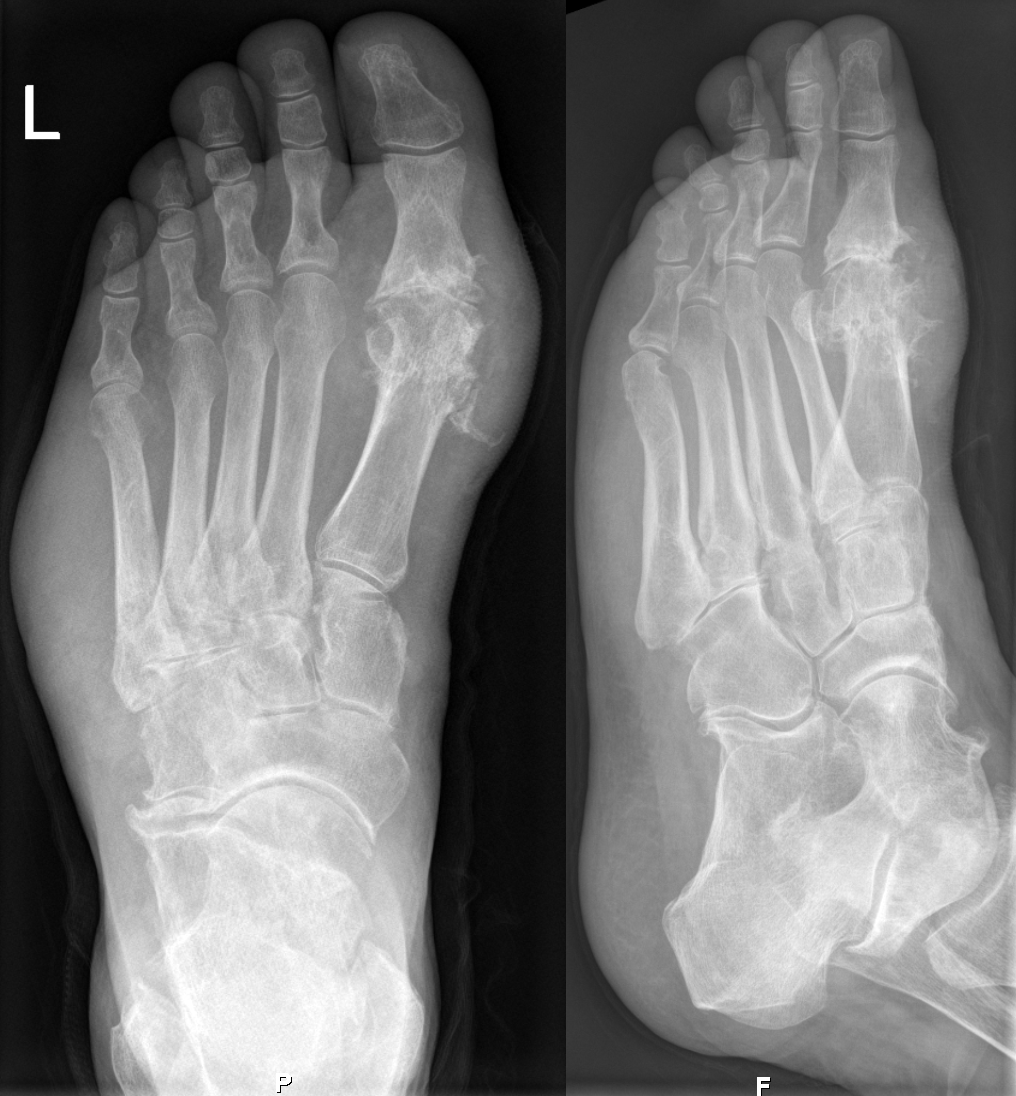
Radiografia raffigurante un piede colpito da gotta, evidente come lesioni osteolitiche a livello dell'alluce.

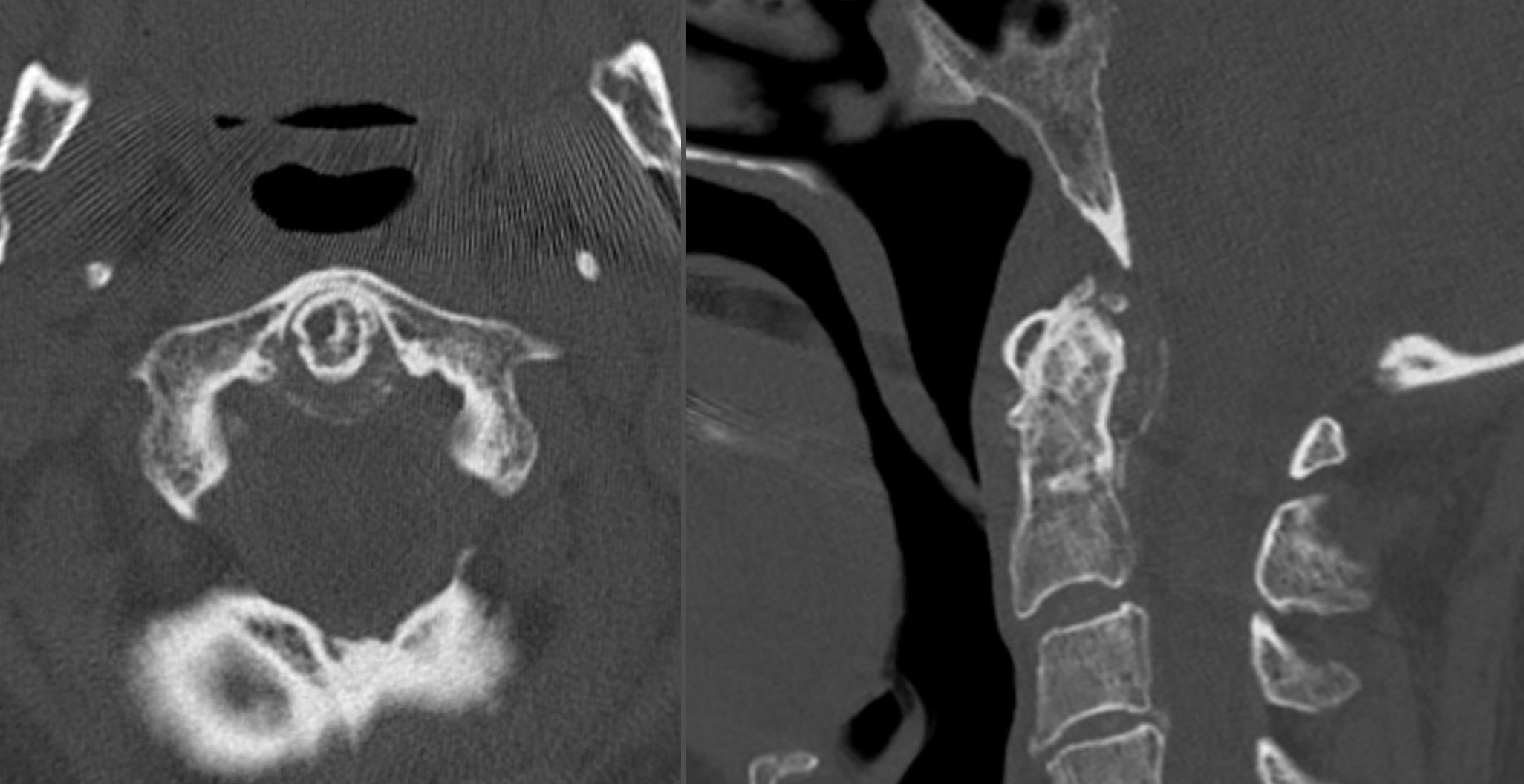
Condrocalcinosi della colonna cervicale

È una forma di artrite che si manifesta nei soggetti affetti da iperuricemia per deposizione di cristalli di acido urico a livello articolare. Nel 75% dei casi è colpita la prima articolazione metatarso-falangea (podagra), ma sono interessate anche la caviglia, il ginocchio, il gomito ed il polso.
La diagnosi radiologica di questa condizione clinica non è agevole, tuttavia è necessario ricercare alcuni segni tipici:
- lesioni osteolitiche erosive superficiali a margini netti
- lesioni osteolitiche profonde con orletto osseo che in parte ricopre la lesione ed in parte si estende oltre i confini del segmento scheletrico colpito avvolgendolo (segno dell'orletto avvolgente)

A livello delle suddette lesioni non si osserva osteoporosi (a differenza dell'artrite reumatoide) e nemmeno osteosclerosi. Le articolazioni, anche colpite in modo significativo, possono poi risultare radiologicamente indenni. La distribuzione delle alterazioni inoltre è casuale ed asimmetrica. Sono talvolta evidenti inoltre calcificazioni a livello dei tessuti molli in corrispondenza di depositi di acido urico, anch'esse asimmetriche.

### Condrocalcinosi e malattie da depositi di cristalli
La condrocalcinosi è caratterizzata dalla deposizione di cristalli di pirofosfato di calcio (evento che può peraltro verificarsi anche in soggetti sani). All'esame radiografico è possibile evidenziare in questi pazienti tenui calcificazioni della cartilagine ialina, dei menischi delle capsule articolari e dei tendini. 
Cristalli di idrossiapatite possono depositarsi spesso in sede paratendinea, paracapsulare ed a livello delle borse sinoviali in pazienti con insufficienza renale cronica o connettiviti; radiologicamente queste calcificazioni si presentano dense ed omogenee, solitamente a forma di nuvola.

### Ocronosi
Nei pazienti affetti da alcaptonuria si può avere deposizione di acido omogentisico sotto forma di polimeri a livello dei dischi intervertebrali e delle cartilagini. Radiologicamente si possono osservare riduzioni degli spazi intersomatici, spondilosi ed alterazioni articolari.

### Iperparatiroidismo
Si presenta radiologicamente a livello articolare in modo tipico con riassorbimento subperiostale e subcondrale, specie a carico delle articolazioni acromion-claveari, sterno-claveari, sacro-iliache e della sinfisi pubica. È possibile anche evidenziare quadri simili-condrocalcinosi e simil-artrite reumatoide.

### Acromegalia
Questa patologia si manifesta a livello articolare come ipertrofia della cartilagine e conseguente sua ipossia. Radiologicamente si osserva quindi dapprima ampliamento degli spazi articolari e successivamente loro riduzione; a quest'ultimo quadro si associa quindi un'osteofitosi tipica (osteofiti "a becco") a carico di specifici distretti (faccia inferiore della testa omerale, margine superiore della sinfisi pubica, facce radiali dei metacarpi, e laterali degli acetaboli).

### Emofilia
In seguito ai ripetuti episodi di emartro causati dalla patologia, è spesso osservabile sinovite cronica reattiva iperplastica, con erosione della cartilagine e sofferenza dell'osso sottostante. Senza avere informazioni cliniche questo quadro radiologico può essere confuso con quello dato dall'artrite reumatoide giovanile.

### Lupus Eritematoso Sistemico
In quasi tutti i pazienti affetti da Lupus Eritematoso Sistemico (LES) è presente un coinvolgimento articolare da parte del processo morboso. Tale interessamento è solitamente simmetrico e coinvolge principalmente le mani, le caviglie e le spalle. Tipicamente a livello di queste articolazioni è possibile osservare disallineamenti articolari (sempre riducibili, spesso anche solo con le manovre di posizionamento nella macchina radiogena) dovuti a lassità dei tessuti molli periarticolari. La componente ossea può essere invece interessata da fenomeni erosivi e di osteonecrosi (dovuti al trattamento della patologia di base con corticosteroidi), mentre le falangi possono, per le medesime ragioni, presentare acrosclerosi ed acro-osteolisi.

### Sclerodermia
Radiologicamente il segno tipico di questa patologia è il riassorbimento osseo a livello delle falangi distali della mano, associato a calcificazioni sottocutanee e periarticolari. È possibile osservare anche calcinosi.

### Polimiosite, dermatomiosite e connettivite mista

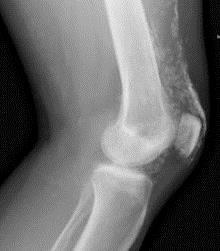
Radiografia di un ginocchio affetto da dermatomiosite

Nella polimiosite e nella dermatomiosite la radiologia tradizionale permette di evidenziare calcificazioni nelle sedi muscolare (specie di coscia e braccio) e sottocutanea.
A livello delle piccole articolazioni delle mani è possibile inoltre osservare deformazioni simil-artrite reumatoide, calcificazioni e lussazioni. Un quadro radiologico simile a quest'ultimo si può osservare da solo anche nella connettivite mista.

## Patologia dei tessuti molli

### Traumi

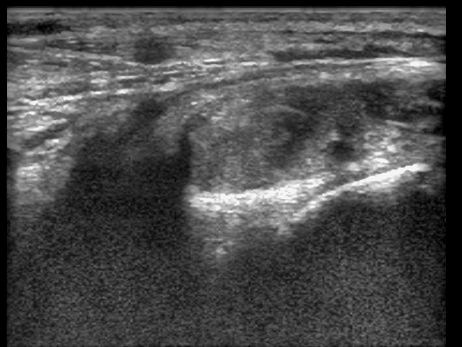
Ematoma muscolare rilevato mediante ecografia

L'ematoma muscolare, spesso conseguenza di un trauma, dopo 48-72 ore dall'evento può essere evidenziato dall'ecografia come un'area anecogena, con rinforzo a livello della parete posteriore. La TC può essere utilizzata allo stesso scopo (fornendo maggiore dettaglio, ma irradiando il paziente), mentre la RM consente una valutazione sia dell'estensione del processo morboso sia del suo andamento clinico (l'emoglobina presenta segnale RM). Un ematoma non correttamente curato può esitare in fibrosi e necrosi, che evolve in calcificazioni rilevabili con la TC (ove si evidenzia l'area necrotica circondata da un orlo di calcificazione iperdenso) o anche in miosite ossificante.
Per lo studio dei tendini la metodica migliore è quella ecografica, mentre la RM è utilizzabile per le strutture profondi non accessibili all'ecografia.

### Oncologia

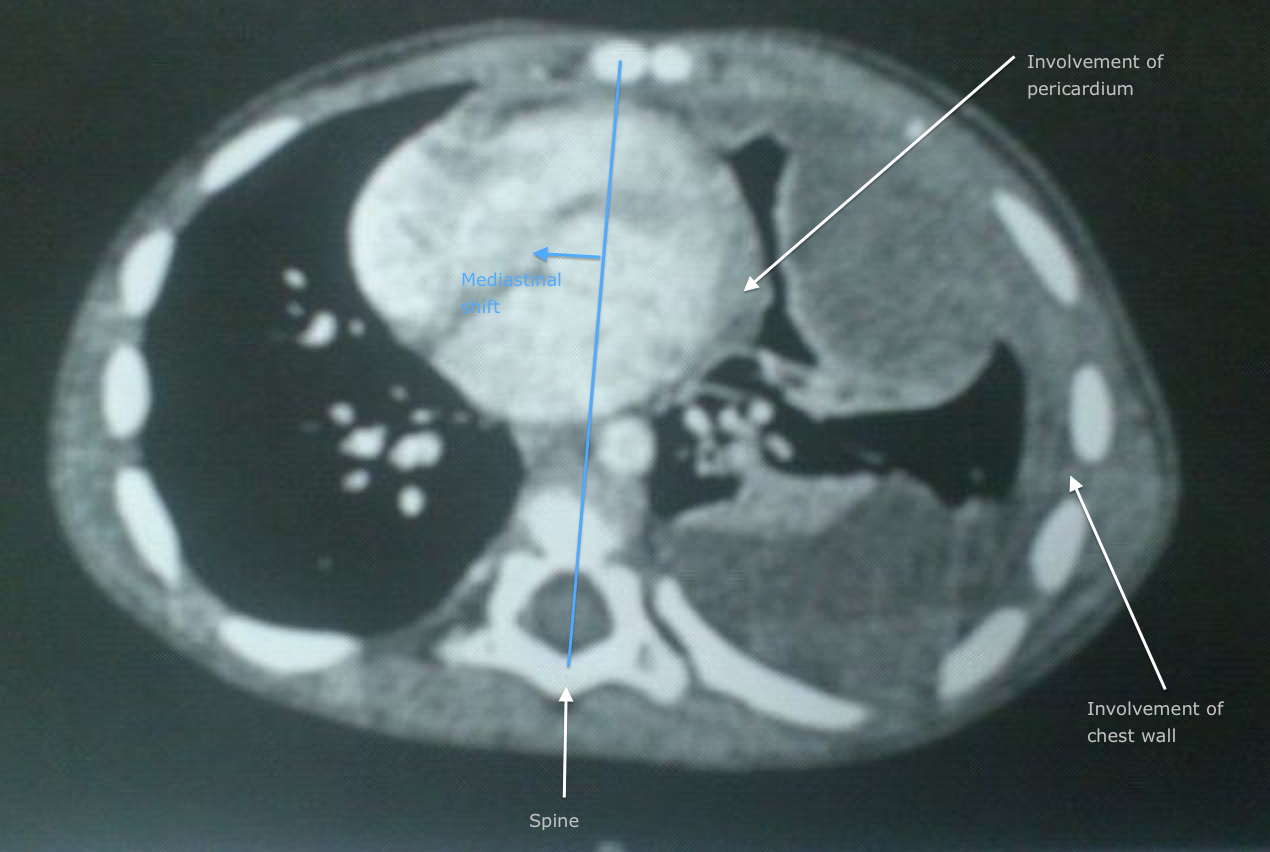
Sarcoma polmonare indifferenziato in un bambino

I tumori dei tessuti molli possono originare ovunque e a partire da qualunque tipo di tessuto (muscolo, tessuto fibroso, tessuto adiposo, sinovia, endotelio,..). Dopo la valutazione cinica, l'ecografia è l'esame radiologico più indicato da eseguire in prima istanza su una lesione sospetta; tale esame può infatti documentarne la sede, l'estensione, i rapporti con le strutture circostanti (e l'eventuale loro infiltrazione, condizione che definisce l'intra o extra-compartimentalità della lesione) la matrice (solida o cistica) e la vascolarizzazione mediante la metodica doppler. TC ed RM consentono valutazioni dei medesimi aspetti più accurate e sono quindi utilizzate in seconda battuta (la RM in particolare consente uno studio molto accurato della compartimentalità). L'obbiettivo delle metodiche radiologiche in questo caso è infatti quello di differenziare le lesioni maligne da quelle benigne (quest'ultime sono di solito extra-compartimentali). La radiologia tradizionale è utile solo nei pochi casi di lesioni che presentano calcificazioni nel loro contesto (sinovialsarcoma). L'angiografia ormai non è più utilizzata per studiare l'invasione dei grossi vasi in quanto, com'è già accaduto con la TC per lo studio dell'invasione ossea, la RM presenta un'accuratezza molto maggiore. Alcuni tipi di tumori possono essere diagnosticati praticamente con certezza già mediante l'imaging utilizzando TC o RM in quanto presentano densità o segnale tipici (es. il lipoma). La RM è anche utilizzata nel follow-up di questi pazienti, che deve essere molto stretto data l'aggressività delle patologie maligne di questo distretto.

## Patologie a carico di specifiche articolazioni

### Polso e mano

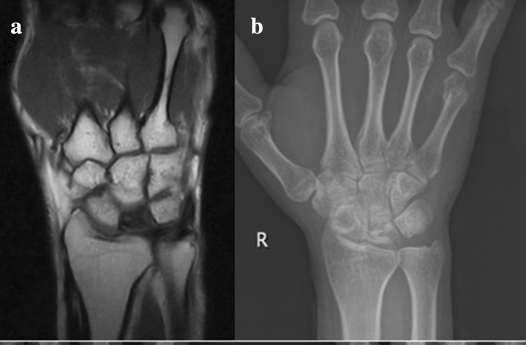
Immagine RM (a) e radiografica (b) di un paziente affetto da malattia di Kienbock. È evidente sia il collasso sia l'alterato segnale a livello dell'osso semilunare.

Polso e mano, oltre a rappresentare le sedi più frequenti di trauma, sono un'unità anatomo-funzionale unica. Le fratture in questo distretto sono più frequentemente a carico dei metacarpi e delle falangi, mentre la frattura delle ossa del carpo più frequente è quella a carico dello scafoide. Le lesioni traumatiche più frequente in sede carpale sono le lussazioni e le fratture-lussazioni, che richiedono sempre una diagnosi ed un trattamento rapidi. La diagnostica radiologica a livello di tale distretto si avvale di proiezioni antero-posteriori e laterali, oltre che di altre apposite. TC ed RM consentono valutazioni più accurate e sono utilizzate in seconda battuta. Una frattura o una lussazione dell'osso semilunare può anche esitare in osteonecrosi dello stesso per sua devascolarizzazione (malattia di Kienbock); richiedendo quindi una diagnosi precoce, che è affidata alla RM; TC ed esame radiologico standard possono evidenziare osteosclerosi infatti solo nelle fasi tardive.
A livello del carpo le sindromi più frequenti da instabilità legamentosa sono dovute al legamento interposto che può mostrare instabilità in sede dorsale (DISI) o ventrale (VISI), di solito come conseguenza di lesioni osteo-legamentose che si verificano alla giunzione fra le due filiere carpali. In questo caso una proiezione radiografica laterale spesso consente di porre diagnosi, evidenziando l'inclinazione volare (VISI) o dorsale (DISI) dello scafoide.
Le tenosinoviti in questo distretto sono tipicamente dovute a traumi, sovraccarico o all'artrite reumatoide. La malattia di De Quervain è la tenosinovite più comune del versante dorsale del polso ed è diagnosticata mediante ecografia o RM
La sindrome del tunnel carpale, dovuta ad intrappolamento del nervo mediano, è spesso diagnosticata mediante la semplice clinica o con l'ausilio dell'elettromiografia, tuttavia l'ecografia è utile per ricercare masse occupanti spazio che possono essere all'origine della patologia, mentre la RM può mostrare l'edema a livello del nervo, dell'uncino dell'osso uncinato e della deflessione palmare del reticolo dei muscoli flessori delle dita. La RM può evidenziare anche una tenosinovite dei tendini flessori, spesso causa della patologia.

### Gomito

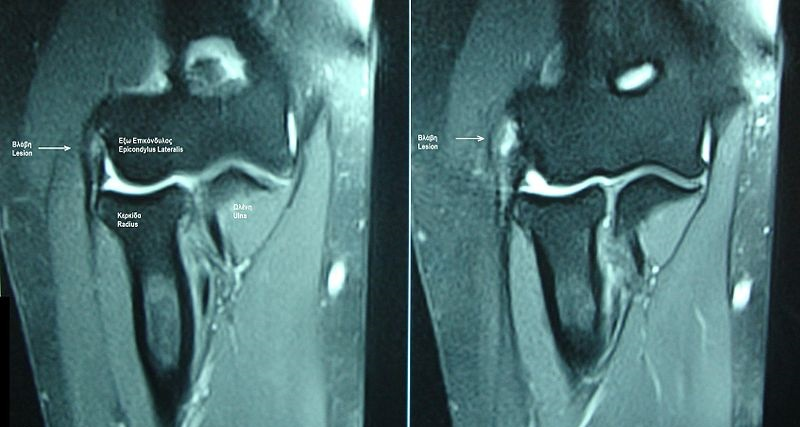
Epicondilite diagnosticata mediante RM

La radiografia è spesso utilizzata nello studio dei pazienti traumatizzati al gomito col fine di ricercare fratture e lussazioni, utilizzando proiezioni antero-posteriori, laterali ed oblique; la TC è utilizzata per uno studio anatomicamente più dettagliato e per la ricerca di frammenti ossei (utilizzando anche un'iniezione di mezzo di contrasto in sede intrarticolare), mentre la RM può documentare lesioni ai legamenti causa di sublussazione.
Nell'epicondilite (malattie degenerativa frequente in alcuni sportivi e lavoratori, causata da danneggiamento da sforzo delle strutture tendinee epicondilari mediali) la radiografia può rilevare calcificazioni periarticolari a livello delle inserzioni tendinee, mentre la RM può studiare dettagliatamente queste strutture
Molto frequente è la neuropatia da intrappolamento del nervo ulnare a livello del tunnel cubitale del gomito per ispessimento dei tessuti molli che lo costituiscono; in tali casi la RM è dirimente nel rilevare la causa della patologia.

### Spalla
Le conseguenze dei traumi a livello delle spalle cambiano di incidenza in funzione dell'età del paziente. Nei bambini sono frequenti le fratture a carico della clavicola; nella terza e quarta decade invece spesso si rilevano lussazioni ed il distacco fra l'acromion e la clavicola, mentre nell'anziano sono tipiche le fratture dell'omero. La radiologia tradizionale nella maggior parte dei casi è un ottimo ausilio al clinico nel definire il tipo di danno e la sua gravità, mentre la TC è usata nei casi più complessi e la RM per definire l'eventuale danno ai tessuti molli.
La sindrome da instabilità gleno-omerale può essere distinta in acuta e cronica e può essere causata da traumi o essere congenita. Nella lussazione acuta i radiogrammi sono importanti nel definire la direzione della lussazione (anteriore quasi sempre, ma a volte anche inferiore o posteriore) e l'eventuale compresenza di fratture. Nelle lussazioni revidivanti sono utili anche la TC con mezzo di contrasto intrarticolare e la RM (permettono di rilevare eventuali cause congenite o esiti di pregressi traumi predisponenti, come la frattura di Hill-Sachs o quella di Bankart).
La periartrite scapolo-omerale (detta anche sindrome da impingement o da conflitto) è una conseguenza del ripetuto attrito che si ha nel tempo fra le strutture della cuffia dei rotatori, specie a livello dei tendini del muscolo sovraspinoso e dell'arco funzionale coraco-acromiale, causato da una riduzione dello spazio di scorrimento sottoacromiale associata ad un elevato carico. Inizialmente la patologia si manifesta come borsite sottoacromiale e successivamente colpisce le strutture tendinee della cuffia dei rotatori, fino a romperle. Quando quest'ultimo evento si verifica la testa omerale risale nell'articolazione, bloccandola. Sia la risalita della testa omerale sia la riduzione dello spazio sottoacromiale, causata ad esempio da artrosi scapolo-omerale, possono essere rilevate mediante un esame radiografico, mentre i danni alle strutture tendinee ed alla borsa sottoacromiale sono dimostrabili mediante l'ecografia o, più precisamente, mediante l'RM (che consente anche di documentare l'eventuale breccia di risalita della testa omerale nei tessuti molli ed il trofismo muscolare; queste ultime informazioni sono molto utili nel definire la prognosi del paziente e nel planning terapeutico).
La più comune neuropatia da intrappolamento a livello della spalla è quella che coinvolgi il nervo sovrascapolare a livello dell'incisura coracoidea, della fossa sovraspinosa o dell'incisura spinoglenoidea. La RM in tali casi può non solo studiare il nervo stesso, ma anche i muscoli sovra e sottospinoso che spesso in questa patologia mostrano segnale alterato.

### Articolazione sacro-iliaca
La spondilite anchilosante spesso esordisce tramite una sacro-ileite, tanto che in assenza di lesioni a tale livello la diagnosi è molto difficile da porre. Radiologicamente in tali casi si osservano erosioni ossee superficiali e sclerosi dell'osso subcondrale, bilaterali e simmetriche. Col tempo si ha quindi espansione delle erosioni, comparsa di osteosclerosi e riduzione del lume articolare, fino all'anchilosi. Altro aspetto tipico di questa patologia è l'entesopatia, che si manifesta come calcificazioni a carico dei legamenti. La radiografia semplice di solito permette di fare diagnosi anche da sola. Quadri simili a quelli della spondilite anchilosante si possono evidenziare anche in seguito a malattie infiammatorie croniche intestinali (sacro-ileite enteropatica).
Nell'artrite reumatoide raramente sono coinvolte le articolazioni sacro-iliache. Nei pochi casi in cui lo sono spesso il coinvolgimento è asimmetrico e di lieve entità.
Nel 10-25% dei pazienti con psoriasi cutanea si osserva coinvolgimento anche delle articolazioni sacro-iliache da parte della malattia, con sclerosi ed erosioni simmetriche associate ad ampliamento degli spazi articolari.
La sacro-ileite settica può essere causata sia da emboli settici sia da invasione per contiguità a partire da traumi o da una malattia infiammatoria pelvica. Tale artrite solitamente è monolaterale ed è associata ad una clinica suggestiva per infezione. Radiologicamente è possibile osservare erosioni ossee, mentre la scintigrafia mostra uptake di radiofarmaco incrementato più precocemente. La TC, oltre a portare a maggiore sensibilità nel rilevare le alterazioni ossee, può evidenziare anche un focolaio settico in sede pelvica causa della malattia.
Una delle più comuni forme di artrite tubercolare colpisce l'articolazione sacro-iliaca. Radiologicamente tale patologia si manifesta con erosioni ossee marginali, osteoporosi periarticolare e lieve riduzione degli spazi articolari (un quadro radiologico come descritto con relativo risparmio degli spazi articolari è suggestivo di artrite tubercolare).

### Anca

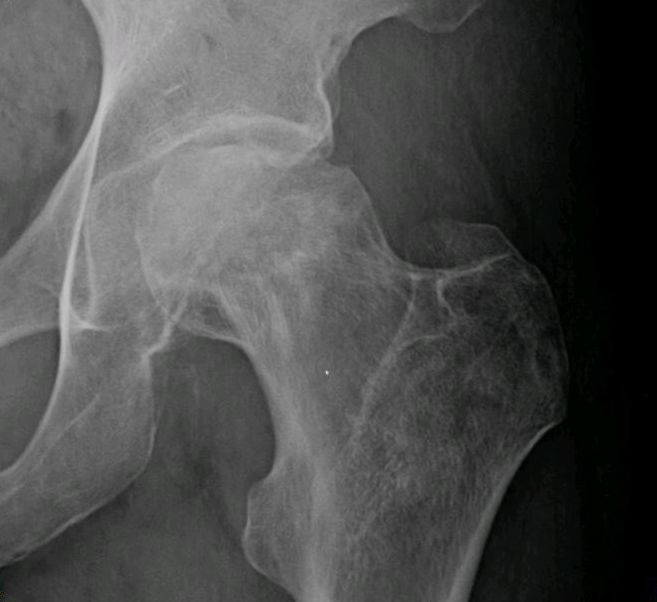
Osteonecrosi avascolare della testa del femore

La patologia degenerativa a carico dell'anca è molto frequente nella popolazione, in quanto questa articolazione deve sorreggere gran parte del peso del corpo. Radiologicamente l'artrosi a tale livello si manifesta con riduzione dello spazio articolare, osteofiti, geoidi e sclerosi dell'osso subcondrale. Nei quadri avanzati si può arrivare anche a migrazione della testa del femore in direzione assiale, supero-laterale o supero-mediale. Mentre la scintigrafia ossea mostra incrementato uptake di radiofarmaco in sede articolare prima ancora che siano rilevabili i segni radiografici, la RM consente di effettuare diagnosi differenziale con altre forme cliniche (fra cui la temuta osteonecrosi della testa femorale).
L'osteonecrosi della testa femorale è spesso causata da insufficiente apporto ematico o dalla sua completa interruzione. Le cause di questo quadro clinico possono essere varie (traumi, agenti fisici e chimici, idiopatica). La malattia ha una lenta evoluzione che, nel giro di 3-4 mesi, porta a sostituire l'area ischemica con tessuto riparativo. Tale fenomeno può poi esitare in artrosi. L'esame radiografico standard pertanto nei primi periodi appare di norma muto, come anche la TC. I primi segni di osteonecrosi appaiono solo in seguito al collasso strutturale del tessuto osseo necrotico, mostrando un'area radiopaca solo dopo molti mesi dall'evento, con conservazione dell'interfaccia articolare. La metodica più accurata per rilevare questa patologia è la scintigrafia ossea, che mostra l'area ischemica dapprima ipocaptante nei primi giorni e poi ipercaptante in seguito all'instaurarsi dei processi riparativi. La RM in tale patologia, oltre a presentare sensibilità elevata, consente di monitorare nel tempo l'andamento dei processi riparativi e di classificare pertanto i soggetti affetti secondo i seguenti stadi:
| Stadio | Descrizione                                                 |
| ------ | ----------------------------------------------------------- |
| I      | Morte cellulare                                             |
| II     | Iperemia                                                    |
| III    | Reazione attorno alla necrosi                               |
| IV     | Comparsa dell'osteonecrosi all'esame radiologico standard   |
| V      | Collasso osseo per frattura subcondrale, artrosi secondaria |

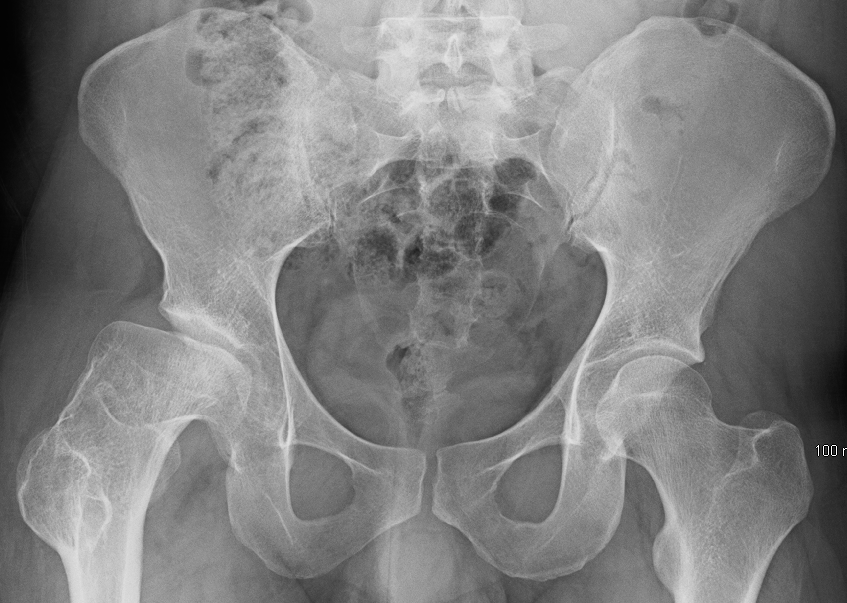
Malattia di Legg-Calvé-Perthes di destra

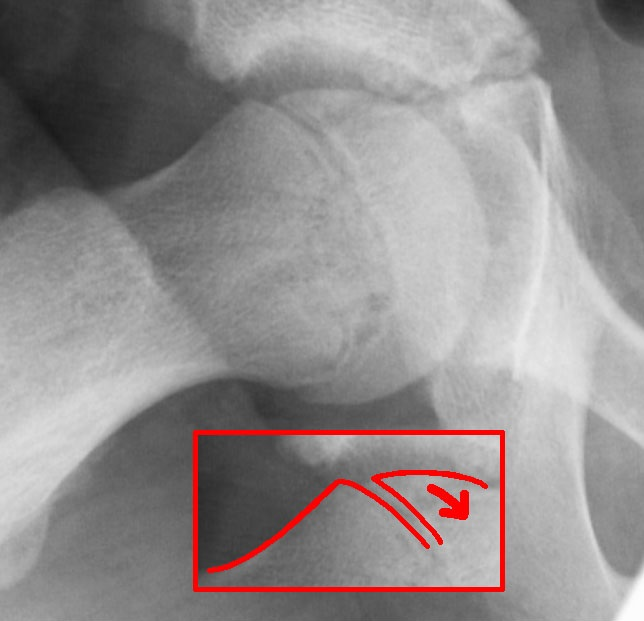
Epifisiolisi della testa femorale

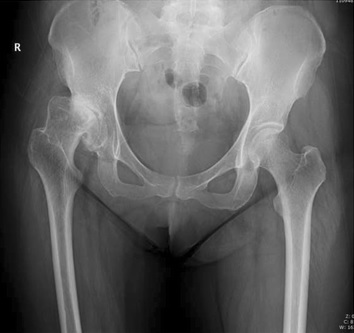
Raggi X dei fianchi di una donna di 40 anni, con displasia dell'anca destra.

La malattia di Legg-Calvé-Perthes è un'osteonecrosi della testa femorale che insorge fra i 4 e gli 8 anni di vita a livello del nucleo di ossificazione localizzato nella testa del femore. Radiologicamente si evidenzia con riduzione in dimensioni, sublussazione laterale, fissurazione e frammentazione del nucleo stesso, associati a collasso ed appiattimento della testa del femore.
Le fratture a livello del femore più temibili sono quelle che si localizzano a livello della testa e sono divisibili in intra ed extracapsulari. La peggiore complicanza di tale evento è la necrosi ischemia della testa femorale (dovuta a rottura dell'arteria tributaria), che rende necessaria la sua sostituzione con una protesi. È possibile diagnosticare precocemente questa condizione mediante la scintigrafia ossea o la RM.
Le fratture dell'acetabolo sono sempre diagnosticabili mediante l'esame radiologico standard, anche ricorrendo a proiezioni oblique. La TC consente in tali casi una definizione anatomica migliore, oltre a permettere l'identificazione di eventuali frammenti ossei e di ulteriori fratture a livello del bacino.
La lussazione della testa femorale spesso si associa a fratture acetabolari. La direzione di tale lussazione può essere posteriore (nella maggior parte dei casi), anteriore o centrale. In tali casi una valutazione TC permette di studiare bene l'alterazione dei rapporti articolari e la presenza di frammenti ossei.
L'epifisiolisi della testa del femore è una lesione del piatto di accrescimento causata da un trauma. A livello prossimale tale regione è intrarticolare eduna sua rottura, specie fra i 9 ed i 16 anni, porta a disturbi nella crescita dell'osso. In tali casi l'epifisi femorale presenterà uno scivolamento postero-mediale-inferiore ed il piatto risulterà slargato. La lesione guarisce poi formando un callo osseo, con conseguente blocco della crescita. Nel tempo la lesione esiterà quindi in varismo della testa, accorciamento e slargamento del collo femorale e maggior rischio di insorgenza di osteonecrosi a livello della testa stessa.
La displasia congenita dell'anca è una patologia che richiede una pronta diagnosi, volta a portare ad un tempestivo intervento terapeutico atto ad impedire la lussazione dell'articolazione con migrazione laterale della testa femorale. Tale diagnosi è aiutata sia da metodiche ecografiche, sia dalla radiologia tradizionale, che consentono di individuare dei segni tipici tramite misurazioni effettuate sulle immagini. TC ed RM possono aiutare a indagare questi pazienti, migliorando l'accuratezza della diagnosi tramite immagini tridimensionali (la RM, che non utilizza radiazioni ionizzanti, è particolarmente vantaggiosa in tale contesto).

### Ginocchio
Il ginocchio è l'articolazione più soggetta a traumi, con conseguenti fratture, lussazioni, lesioni a carico di menischi e tessuti molli. La radiografia del ginocchio di solito si effettua in proiezione antero-posteriore per studiare i condili femorali, i piatti tibiali, la spina tibiale e la testa del perone, mentre lo studio della rotula è affidato alla proiezione latero-laterale. La proiezione assiale di rotula si usa a volte per studiare il compartimento femoro-rotuleo. TC ed RM presentano nello studio di questa articolazione un'elevatissima sensibilità e specificità.
L'osteocondrite dissecante è una malattia caratterizzata dal distacco di parte della superficie articolare. Sono maggiormente colpiti i giovani adulti maschi, più spesso a livello dei condili femorali. Radiologicamente tale patologia si evidenzia, solo negli stadi avanzati, come una linea radiotrasparente fra il condilo ed il suo frammento. TC ed RM consentono poi di valutare il grado del distacco (parziale o completo) in modo più preciso.
L'osteonecrosi spontanea è una patologia dell'anziano che interesa il versante di carico del condilo femorale mediale. Si manifesta radiologicamente come un'area di radiotrasparenza che col tempo evolve verso un'osteolisi. La TC consente di diagnosticare la malattia precocemente distinguendo le trabecole ossee necrotiche da quelle sane, mentre la RM consente anche di studiare le lesioni a carico dei tessuti molli vicini.
Nello studio della condropatia femoro-rotulea la RM è l'unica tecnica che consente di studiare molto precocemente le alterazioni della cartilagine, specie se associata alla somministrazione di mezzo di contrasto in sede intrarticolare.
La lussazione della rotula può avere origine traumatica o essere causata da una contrazione paradossa del muscolo quadricipite femorale. Questa condizione di solito è transitoria e non sempre quindi viene identificata dall'esame radiologico diretto.
Nella sindrome da iperpressione rotulea radiologicamente si può osservare restringimento dello spazio articolare femoro-rotuleo esterno, associato a degenerazione articolare. La RM in tali casi consente di evidenziare alterazioni a carico della cartilagine, oltre alla reazione sinoviale.

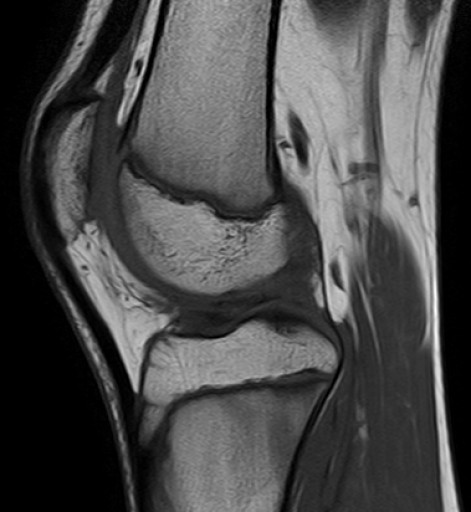
rottura di menisco "a manico di secchio" rilevata mediante RM

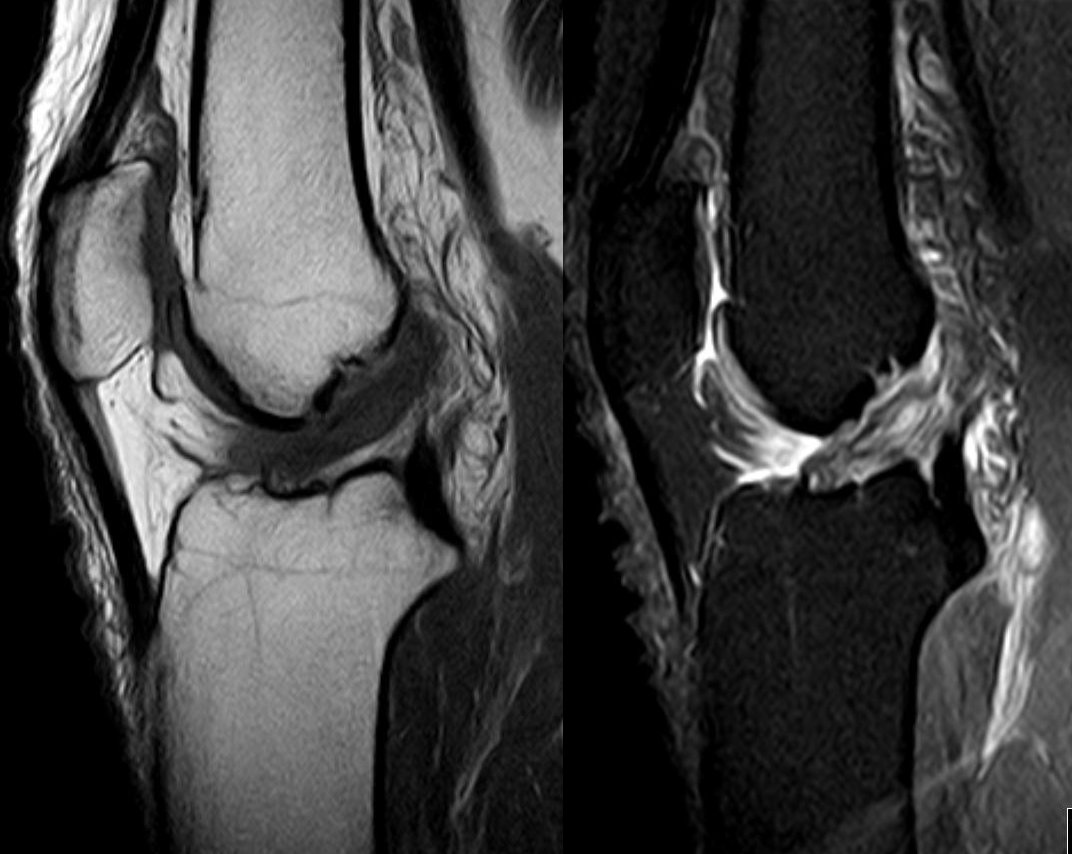
rottura del legamento crociato anteriore

Le lesioni dei menischi hanno di solito eziologia traumatica o degenerativa. La diagnosi di alterazioni a carico di queste strutture è effettuabile mediante la RM o la TC. In RM le rotture meniscali sono aree di alterato segnale che dalla profondità dell'organo raggiungono la sua superficie. Nel caso in cui la superficie non venga raggiunta si parla solo di degenerazione meniscale. Le lesioni traumatiche presentano di solito direzione verticale, mentre quelle di natura degenerativa di solito sono in direzione orizzontale o radiale. Il piano di scansione più utilizzato in RM per studiare i menischi è quello sagittale. Il menisco mediale è tendenzialmente più colpito di quello laterale; quest'ultimo, quando interessato da un processo morboso, si presenta inoltre slargato ed a forma di disco (menisco discoide) invece che di semiluna. Le rotture "a manico di secchio" sono di tipo longitudinale con associata lussazione del frammento posto centralmente e sono ben evidenziabili mediante la RM.
La porzione periferica dei menischi può essere interessata da cisti, costituite da raccolte di materiale mixoide, ben evidenziabili anch'esse mediante RM.
Il legamento più spesso lesionato a livello del ginocchio (a causa di traumi in valgo) è il collaterale mediale. Una sua rottura è evidenziabile indirettamente all'esame radiologico standard mediante l'osservazione di un allargamento del comparto femoro-tibiale mediale o, meno frequentemente, come frattura delle inserzioni del legamento. Lesioni croniche possono anche presentare calcificazioni (di Pellegrini-Stieda). La RM in acuto permette di evidenziare alterazioni che vanno da lievi irregolarità fino alle rotture.
Traumi da iperestensione o di torsione possono portare a lesioni del legamento crociato anteriore. La radiologia tradizionale consente di evidenziare tale condizione indirettamente, mostrando edema a carico dei tessuti molli circostanti, versamento intrarticolare, fratture della porzione prossimale della tibia o di quella distale del femore (fratture di Segond, della spina tibiale anteriore, posteriore del piatto tibiale esterno, osteocondrale del condilo femorale laterale). La RM in acuto può mostrare la scomparsa del legamento associata ad edema e, più tardivamente, evidenziare le fibre superstiti se la rottura non è stata completa. A tal fine si usano di solito piani di scansione sagittali e trasversi.
La tendinosi del rotuleo si presenta più frequentemente nei giovani sportivi. In tale patologia l'ecografia è l'esame diagnostico di primo livello, in grado di evidenziare l'ingrossamento del tendine e la sua ipoecogenicità. In tal caso la radiologia tradizionale non è indicata, mentre la RM, usando piani di scansione sottili e sagittali, evidenzia aumento di spessore del tendine e disomogeneità del suo segnale .

### Caviglia

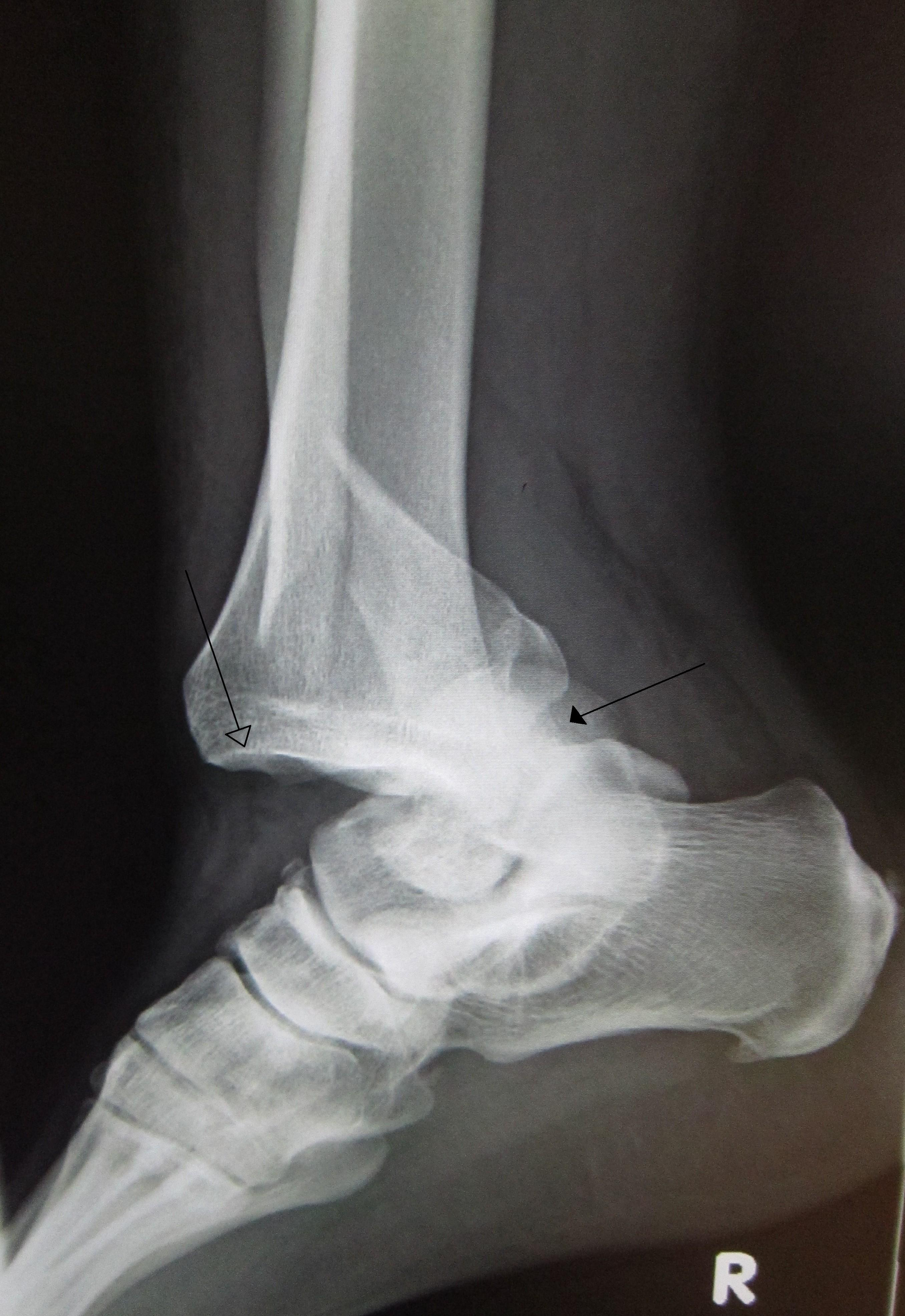
Distorsione della caviglia con associata frattura della fibula

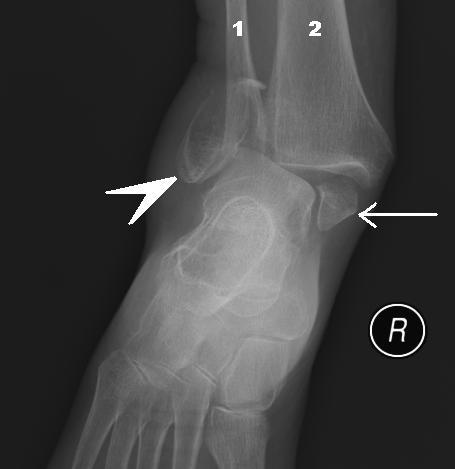
Frattura bimalleolare

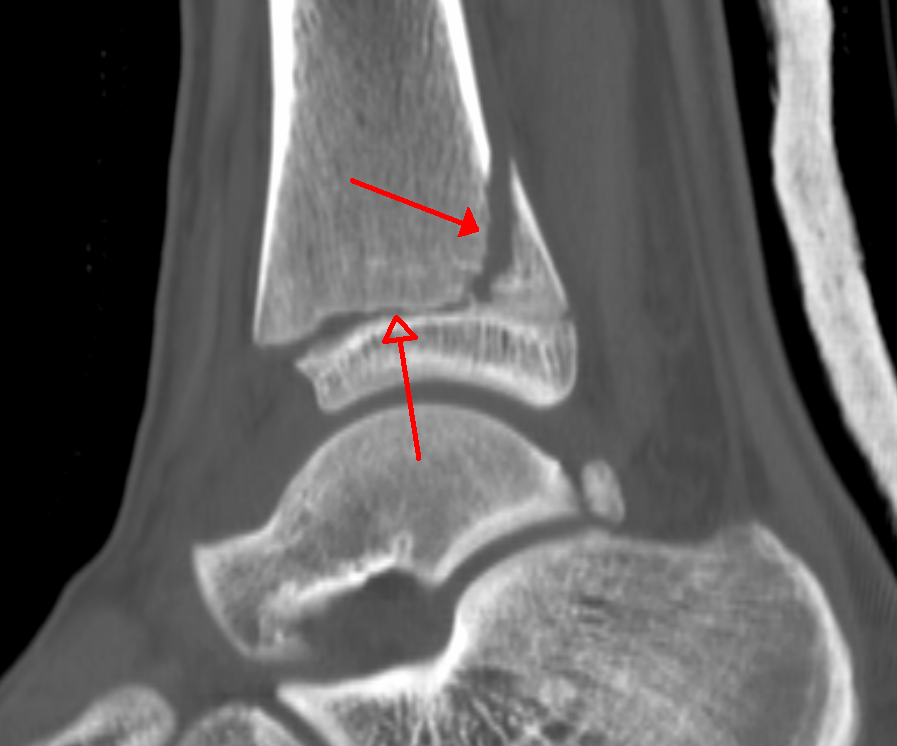
Frattura trimalleolare

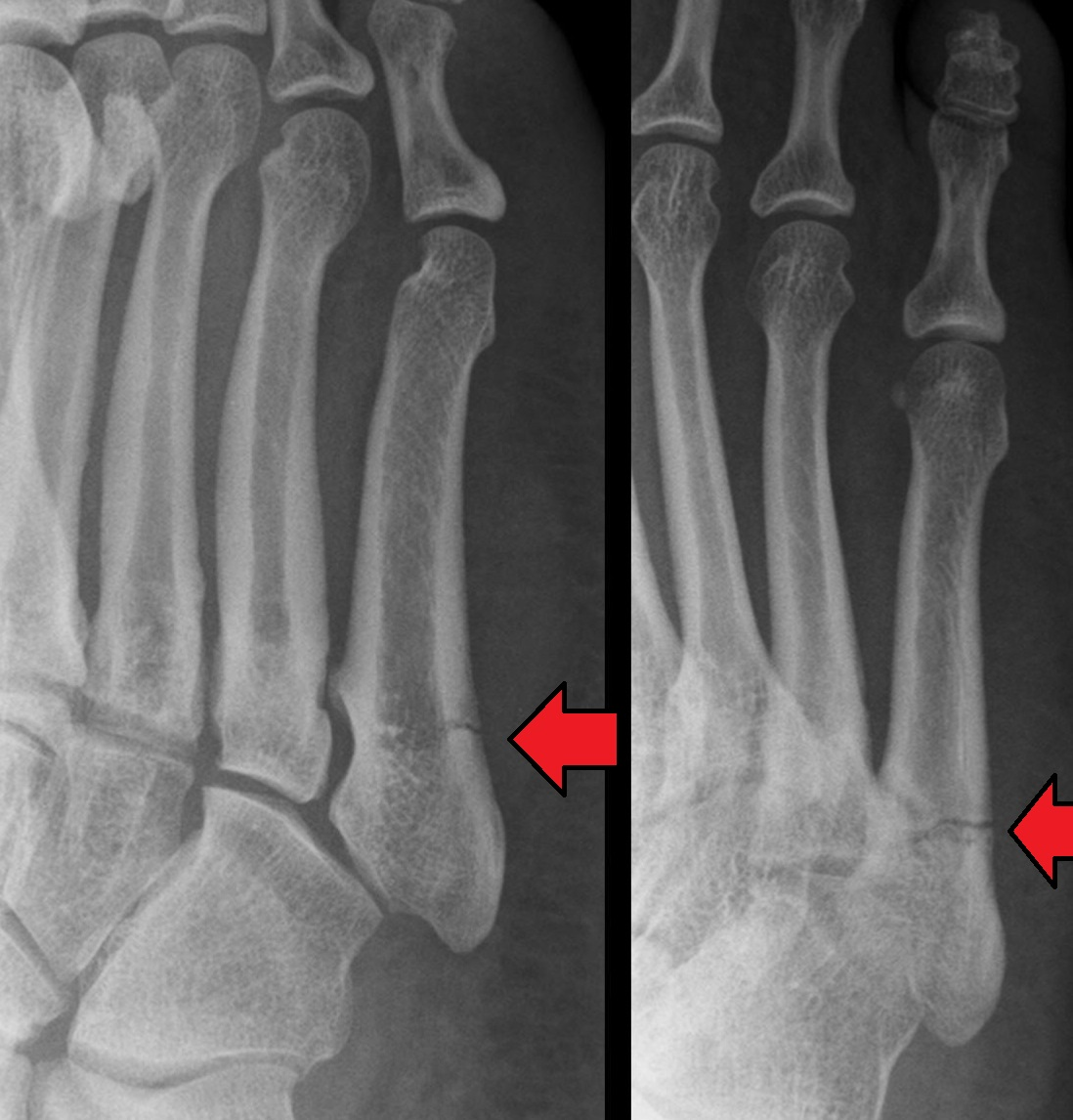
Frattura del quinto metatarso

La distorsione della caviglia è la principale conseguenza dei traumi a livello di questo distretto, oltre ad essere la principale causa delle sue alterazioni a lungo termine. La distorsione può essere in inversione o in eversione, coinvolgendo differenti strutture anatomiche e dando quindi diversi quadri clinici. La radiologia tradizionale è l'esame diagnostico di primo livello per questo distretto, è di norma effettuata utilizzando proiezioni antero-posteriori e laterali, e consente di mostrare bene sia le fratture sia alcune rotture legamentose che portano a scomposizioni del mortaio della caviglia o a fratture di segmenti ossei specifici. Nel caso in cui la radiologia tradizionale non mostri alterazioni è necessario eseguire proiezioni aggiuntive sotto stress oppure un esame TC o RM (queste ultime 2 tecniche consentono di studiare anche i tessuti molli).
Le fratture in prossimità della caviglia possono coinvolgere un solo malleolo (unimalleolare), entrambi i malleoli (bimalleolare), i 2 malleoli e la tibia distale (trimalleolare) oppure essere composte da più fratture comminute (complesse).
Nella frattura del pilone la linea di frattura dalla porzione distale della tibia si estende fino all'articolazione tibio-astragalica.
La frattura di Tillaux si estende dall'articolazione tibiale distale alla corticale laterale ed in caso di spostamento laterale del frammento rotto necessita di correzione chirurgica.
La frattura del terzo distale del perone è detta frattura di Pott; in caso sia presente anche la lacerazione della sindesmosi tibio-peroneale si parla invece di frattura di Dupuytren (in quest'ultimo caso si ha instabilità della caviglia)
Il calcagno di solito si frattura in seguito a cadute dall'alto (per tale ragione la sua frattura è anche denominata frattura dell'amante). In tali casi è sempre bene eseguire una TC del distretto ed un controllo radiologico del rachide per la ricerca di altre fratture occulte o per verificare se la lesione ossea raggiunga l'articolazione sottoastragalica. La frattura da stress del calcagno è invece tipica dei marciatori e degli anziani affetti da osteoporosi;in tali casi la RM è spesso di aiuto, così come la scintigrafia ossea, mentre l'esame radiologico standard è spesso muto.
A livello dell'astragalo di solito si rilevano fratture-avulsioni della superficie superiore del collo, mentre le fratture del collo e del corpo sono meno frequenti. In tali casi la radiologia tradizionale è sufficiente a fare diagnosi, mentre la RM è un utile completamento per lo studio dei tessuti molli.
Altre fratture frequenti da trauma diretto sono quelle a carico del quinto metatarso e dell'ultima falange dell'alluce.
Anche i legamenti della caviglia sono spesso danneggiati da traumi, specie il legamento peroneo-astragalico anteriore. L'esame RM, (eseguito dopo quello radiologico standard per la ricerca di fratture) consente anche in questo distretto di studiare in modo accurato i legamenti. In tali casi la risonanza magnetica può rilevare, oltre all'interruzione dei legamenti coinvolti, anche edema, emorragie e reazione sinoviale. I legamenti del seno del tarso sono spesso coinvolti dal trauma della caviglia e pertanto vanno sempre studiati (per tale distretto la RM è l'unica tecnica che mostra una buona accuratezza. In caso di dolore laterale ed instabilità del retropiede la sua esecuzione è sempre indicata).
I tendini della caviglia più spesso colpiti dai traumi sono quello di Achille e quello del muscolo tibiale posteriore. In tali casi l'indagine diagnostica di primo livello è l'ecografia, mentre TC ed RM sono utilizzate nei casi dubbi. Il tendine di Achille, oltre a rompersi, può anche andare incontro a tendinite cronica (si rileva in tal caso un suo ispessimento). La presenza di un osso navicolare accessorio può invece indurre la degenerazione inserzionale del tendine del muscolo tibiale posteriore; tale quadro è ben evidenziabile sia dalla TC sia dalla RM.